# 痛快!OL通り
『痛快! OL通り』（つうかい オーエルどおり）は、1986年（昭和61年）にTBS系列で放映されたテレビドラマである。放映期間は、同年10月10日から12月26日までで、放送時間は、毎週金曜日の夜9時からであった。全12話。

## 概要
『セーラー服通り』（1986年）、『痛快!ロックンロール通り』（1988年）など、TBSドラマ「～通り」シリーズの第2作。
アパレル会社で各々の職場を追われ、社内の狭い一角に新プロジェクト課という表向きの名目で作られた部署に追いやられたOL達と、それの助けになれるのかわからないデザイナー崩れ（小堺一機）が、苛め抜く上司達を見返してやろうと巻き起こす大騒動を、コミカルに描いたコメディドラマである。
沢口靖子演ずる主役（与那嶺みどり）は、曲がったことが嫌いな20歳の新米OL。時々沖縄語のセリフにあり、日本語字幕が出ることがあった。武道にも長け、ちょっかいを出す男たちをなぎ倒すシーンや、アパートのドアを突き破るシーンが多数見られた。
『セーラー服通り』に引き続き、出演は、小堺一機、関根勤、本間優二、長塚京三など、主題歌も渡辺美里を起用するなどシリーズとしての特色を出していた。
最終回で、沢口靖子と小堺一機のキスシーンが話題になった。

## キャスト
- 与那嶺みどり：沢口靖子
- 紺野かおる：小堺一機
- 永倉徹：鶴見辰吾
- 秋元由美：小林聡美
- 浅間エリ：可愛かずみ
- 永井路子：財前直見
- 吉本かつえ：中島唱子
- 木崎さと子：根岸季衣
- 内田春菜：宮崎ますみ
- 与那嶺サチオ：高橋良明
- 紺野千佳：小泉朋子
- 黒木部長：原田大二郎
- 竹本：本間優二
- 牛田本部長：長塚京三
- 小佐川：東千代之介
- 白井健三：関根勤

## スタッフ
- 脚本：矢島正雄
- 演出：
  - 生野慈朗（第1話、第2話、第4話、第7話、第10話、第12話）
  - 赤地偉史（第3話、第6話、第9話、第11話）
  - 伊藤一尋（第5話、第8話）
- プロデューサー：浅生憲章
- 音楽：ボブ佐久間
- ファイティングコーディネーター：Ｍ.クニイ
- 制作：TBS
- 主題歌：渡辺美里「BELIEVE」(EPIC・ソニー )
- 挿入歌：小堺一機「With」(フォーライフウィング)

| TBS系 金曜21時枠連続ドラマ                | TBS系 金曜21時枠連続ドラマ                | TBS系 金曜21時枠連続ドラマ                          |
| 前番組                                    | 番組名                                    | 次番組                                              |
| ----------------------------------------- | ----------------------------------------- | --------------------------------------------------- |
| 男女7人夏物語 （1986年7月25日 - 9月26日） | 痛快!OL通り （1986年10月10日 - 12月26日） | パパはニュースキャスター （1987年1月9日 - 3月27日） |